# Classe Cherokee
Pour les articles homonymes, voir Cherokee (homonymie).
La classe Cherokee est une classe de brick-sloops de la Royal Navy. Doté de 10 canons et de seulement deux mâts, 115 navires ont été commandés, pour onze annulations.
Beaucoup de ces bateaux servent de navire de transport pour de faibles volumes (passagers, courriers, paquets, etc.) et au moins huit ont servi à de l'exploration. Le plus connu d'entre eux est le HMS Beagle, transformé en 1825 en une barque de trois-mâts pour l'exploration et la recherche à son premier voyage, puis considérablement modifié pour son second. Le Beagle est commandé par Robert FitzRoy et compte le naturaliste Charles Darwin à son bord. Ce dernier profite de ce voyage pour établir sa réputation de naturaliste en décrivant avec détails les plantes, animaux, fossiles et régions rencontrés, publie le récit de son voyage en 1838 avec Le Voyage du Beagle et devient célèbre avec sa théorie de l'évolution par la sélection naturelle et son livre de 1859, De l'origine des espèces, directement inspirés de son expérience à bord du Beagle.